# KV64
A tumba KV64, no Vale dos Reis em Egito, é uma possível tumba ainda não escavada.
Em agosto de 2008, quando a sua descoberta foi anunciada, não se sabia nenhuma informação sobre a sua arquitetura, decoração ou dono. Está localizada próxima à tumba de Merneptá e parece estar no estílo Ramissida.

## Anomalia de radar
A designação KV64 foi inicialmente utilizada para se referir a uma anomalia descoberta pelos pesquisadores do Amarna Royal Tombs Project (ARTP), liderado por Nicholas Reeves no ano 2000. A equipe encarregou-se de uma pesquisa geofísica na área central do Vale dos Reis, usando um radar de penetração da terra. Durante a pesquisa, foram encontradas duas anomalias nas rochas, isto é, dois buracos dentro da montanha. Uma destas revelou-se na KV63 e a outra foi anunciada que, possivelmente, seria uma tumba também.
Entretanto, em 25 de março de 2008, em uma entrevista para um canal de televisão egípcio, Zahi Hawass disse que uma equipe de escavação estava procurando por uma tumba entre a KV7 e a KV8. E, em 30 de março de 2008, o diretor da escavação relatou que um anúncio sobre a descoberta de uma nova tumba ia ser feito dentro de 2 meses, o que foi feito e a descoberta da nova tumba KV64 foi anunciada.